# Aventura lui Lyle Swann
Aventura lui Lyle Swann (în engleză Timerider: The Adventure of Lyle Swann) este un film de acțiune științifico-fantastic din 1982 regizat de William Dear; cu Fred Ward în rolul lui Lyle Swann, un motociclist de cross country. Filmul a fost produs și co-scris (împreună cu regizorul William Dear) de Michael Nesmith, care a creat și coloana sonoră.

## Poveste
Un motociclist este transportat accidental pe 5 noiembrie 1877 și oamenii cred că este diavolul în persoană. Bandiții caută să pună mâna pe vehicul.

## Distribuție
- Fred Ward - Lyle Swann
- Belinda Bauer - Claire Cygne
- Peter Coyote - Porter Reese
- Richard Masur - Claude Dorsett
- Tracey Walter - Carl Dorsett
- Ed Lauter - Padre Quinn
- L. Q. Jones - Ben Potter American marshal
- Chris Mulkey - Daniels, 2nd American marshal
- Macon McCalman - Dr. Sam
- Michael Nesmith - Race Official

## Coloana sonoră
Nesmith a produs, scris și înregistrat și coloana sonoră Timerider: The Adventure of Lyle Swann. La optsprezece ani după ce a fost înregistrată coloana sonoră, a fost lansată în cele din urmă de Videoranch (site-ul oficial și o altă filială a Nesmith's Pacific Arts).
Toate melodiile sunt compuse de Michael Nesmith.
| Nr. | Titlu                      | Lungime |  |
| 1.  | „The Baja 1000”            | 3:13    |  |
| 2.  | „Lost in the Weeds”        | 1:43    |  |
| 3.  | „Somewhere Around 1875”    | 1:06    |  |
| 4.  | „Scared to Death”          | 0:58    |  |
| 5.  | „Silks and Sixguns”        | 0:57    |  |
| 6.  | „Dead Man's Duds”          | 1:28    |  |
| 7.  | „Two Swanns at the Pond”   | 2:20    |  |
| 8.  | „I Want That Machine”      | 0:51    |  |
| 9.  | „Escape to San Marcos”     | 2:24    |  |
| 10. | „Claire's Cabin”           | 2:01    |  |
| 11. | „No Jurisdiction”          | 0:54    |  |
| 12. | „Murder at Swallow's Camp” | 2:17    |  |
| 13. | „Claire's Rescue”          | 1:54    |  |
| 14. | „Up the Hill to Nowhere”   | 3:19    |  |
| 15. | „Out of Ammo”              | 3:08    |  |
| 16. | „Reprise”                  | 3:31    |  |